# Сланчик (потік)
Сланчик (словац. Slančík) — річка; права притока Роняви, протікає в окрузі Кошиці-околиця.
Довжина приблизно 7,5—8,0 км. Витік знаходиться в масиві Солоні гори — на висоті приблизно 410 метрів. Впадає Брадловий потік.
Протікає територією сіл Сланчик і Сланске Нове Место.. Впадає в Роняву на висоті приблизно 185 метрів.